# Science-Slam

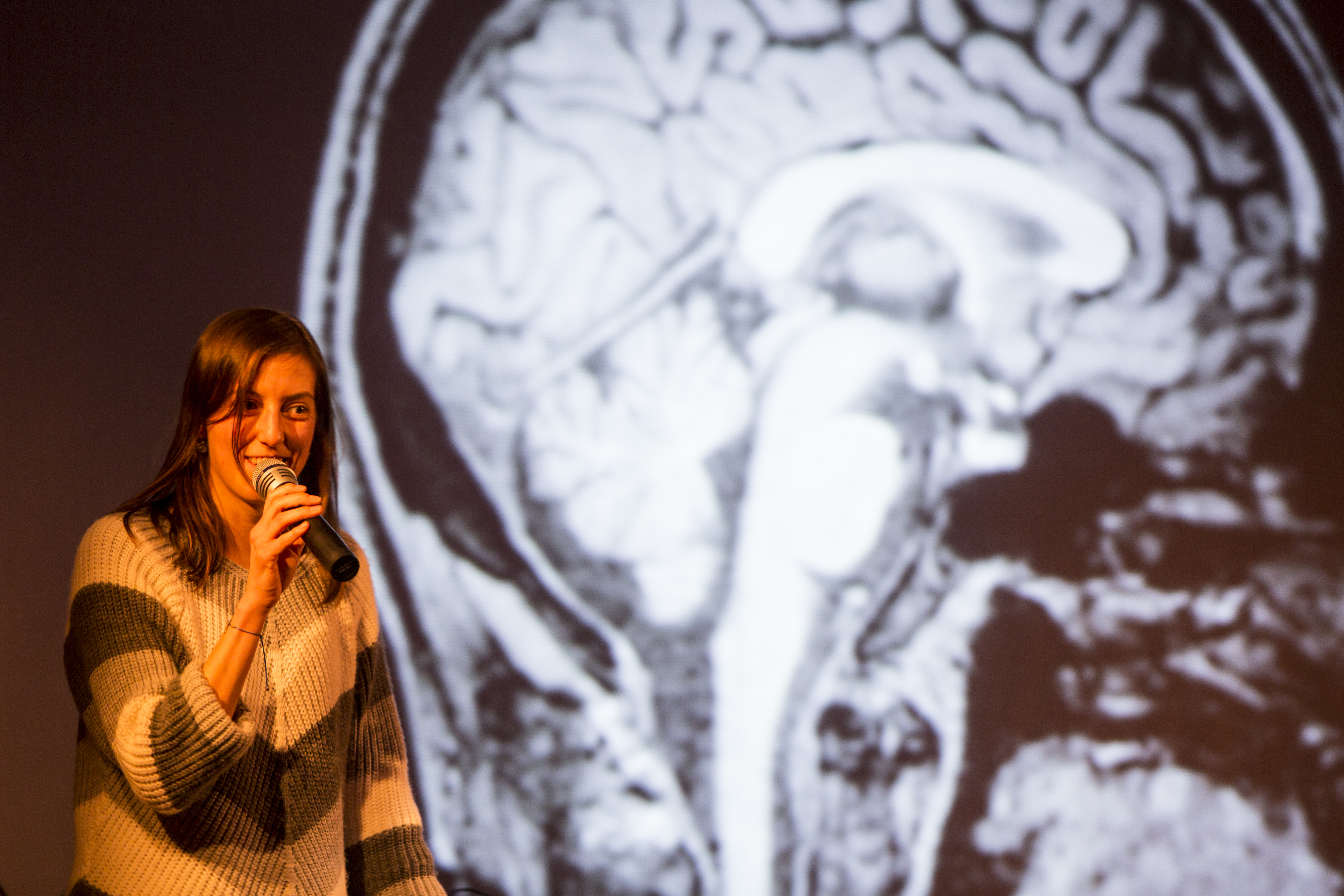
Science Slammerin Ursula Pfeiffer hält ihren Science-Slam-Vortrag.

Ein Science-Slam (englisch; im Deutschen auch Scienceslam; deutsch: Wissenschaftswettstreit, gebildet nach Poetry-Slam; auch Science Slam) ist ein wissenschaftliches Kurzvortragsturnier, bei dem Wissenschaftler (auch Science-Slammer) ihre Forschungsthemen innerhalb einer vorgegebenen Zeit vor Publikum präsentieren. Im Vordergrund steht die populärwissenschaftliche Vermittlung wissenschaftlicher Inhalte; die Bewertung erfolgt durch das Publikum. Bewertet wird neben dem wissenschaftlichen Inhalt auch die Verständlichkeit und der Unterhaltungswert des Vortrags. Aufgrund der Kombination von wissenschaftlichem Fachvortrag, sportivem Wettbewerbscharakter und Unterhaltungselementen kann ein Science-Slam als ein hybrides Event bezeichnet werden.

## Format
Die Vortragenden sind überwiegend Nachwuchswissenschaftler. Sie präsentieren innerhalb von zehn Minuten eigene Forschungsthemen in populärwissenschaftlicher Sprache und greifen im Wettstreit um die Gunst des Publikums tief in die Trick- und Rethorikkiste. Im Anschluss wird der Vortrag vom Publikum (meist mittels Punktekarten oder Applaus) nach den obengenannten Kriterien bewertet und eine Siegerin bzw. ein Sieger gekürt. Der zu gewinnende Preis hat in der Regel nur symbolischen Charakter (beispielsweise das „goldene Gehirn“ in Braunschweig oder Münster sowie die „goldenen Boxhandschuhe“ von science-slam.com).
Ein Science-Slam kann sowohl zur Förderung der Kommunikationsfähigkeit von (jungen) Wissenschaftler beitragen als auch dazu dienen, einem Laienpublikum verschiedene Wissenschaftsthemen zu vermitteln und Interesse daran zu wecken. Science-Slams bilden auf diese Weise ein Teilgebiet der Wissenschaftskommunikation.
Das Vorbild der Science-Slams ist das Format des literarischen Vortragswettbewerbs Poetry-Slam. Das Format wurde Ende 2006 von dem Poetry-Slammer und Verständlichkeitsforscher Alex Dreppec in Darmstadt eingeführt, und ab 2008 von Markus Weißkopf (damals Haus der Wissenschaft Braunschweig) aufgenommen und verbreitet.
Die Vortragsform Science-Slam gilt als zeitgenössisches Phänomen. Theoretische oder empirische Untersuchungen über seine Auswirkungen auf den Wissenstransfer liegen bislang kaum vor.
Ein verwandtes Format ist das FameLab, bei dem die Teilnehmenden nur drei Minuten zur Verfügung haben und von einer Jury bewertet werden.

## Verbreitung

### Deutschland
Der erste Science-Slam fand Ende 2006 in Darmstadt statt, weitere Städte folgten in den nächsten Jahren.
Regelmäßige Slams finden seit Juni 2008 in Deutschland im Braunschweiger Haus der Wissenschaft statt. Weitere Slams entwickelten sich seit 2009 in mehreren deutschen Städten. Gegenwärtig (Stand April 2016) finden in ganz Deutschland ca. 58 regelmäßige Science-Slams statt.
Ein Vortrag von Giulia Enders mit dem Titel Darm mit Charme aus dem Jahr 2012 wurde 2014 zur Grundlage ihres gleichnamigen Sachbuch-Bestsellers und sorgte für eine größere Popularität des Science-Slam im deutschsprachigen Raum.
Die größten Science-Slams in Deutschland mit bis zu 1300 Besuchern veranstalten Science-Slam.com (LUUPS Verlag) in Aachen, Berlin, Bochum, Bonn, Dortmund, Freiburg, Heidelberg, Köln, Leipzig, Mainz, Mannheim, München, Stuttgart und Wiesbaden sowie der Physikalische Verein in Frankfurt mit 1250  Besuchern.
Der weltweit größte Science-Slam mit 4600 Besuchern fand Ende 2018 statt, veranstaltet durch Science-Slam.com (LUUPS Verlag) im RheinMain CongressCenter Wiesbaden.

### Deutsche Meisterschaften
Seit 2010 finden jährlich deutschsprachige Meisterschaften im Science-Slam statt. Seit 2012 sind dem Finale vier Vorentscheide vorgelagert, in denen sich die Slammenden in ihren jeweiligen Regionen (Nord, Ost, Süd, West) für das Finale qualifizieren müssen. Die Meisterschaft 2023 im Theaterhaus Stuttgart gewann Lea Wirth mit ihrem Vortrag „EYE See YOU“ aus dem Bereich der Forensischen Toxikologie. Am 9. November 2024 findet die nächste Deutsche Science Slam Meisterschaft in Göttingen statt.
| Jahr | Ort          | Vorentscheide                                                             | Gewinner             | Vortrags-Titel                                                                               | Fach                    | Zuschauerzahl            |
| ---- | ------------ | ------------------------------------------------------------------------- | -------------------- | -------------------------------------------------------------------------------------------- | ----------------------- | ------------------------ |
| 2010 | Braunschweig | –                                                                         | Martin Buchholz      | Entropie – von Kühltürmen und der Unumkehrbarkeit der Dinge                                  | Thermodynamik           | 800                      |
| 2011 | Hamburg      | –                                                                         | Boris Lemmer         | Elementarteilchen – Bis(s) ins Innere des Protons                                            | Teilchenphysik          | 800                      |
| 2012 | Karlsruhe    | Braunschweig (Nord), Chemnitz (Ost), Ulm (Süd), Münster (West)            | Henning Beck         | Speed up your mind                                                                           | Biochemie               | 1000                     |
| 2013 | Münster      | Göttingen (Nord), Magdeburg (Ost), Stuttgart (Süd), Köln (West)           | Reinhard Remfort     | Dienliche Defekte                                                                            | Physik                  | 1000                     |
| 2014 | Berlin       | Hamburg (Nord), Berlin (Ost), Esslingen am Neckar (Süd), Bochum (West)    | Kai Jäger            | Ein Fossil zum Knutschen                                                                     | Paläontologie           | 450                      |
| 2015 | Dortmund     | Göttingen (Nord), Leipzig (Ost), Erlangen (Süd), Bochum (West)            | Martin Schrön        | Die dümmsten Bauern haben die dicksten Kartoffeln? - Sinnsuche eines theoretischen Physikers | Umweltphysik            | 1200                     |
| 2016 | Darmstadt    | Hamburg (Nord), Dresden (Ost), Ravensburg (Süd), Köln (West)              | Johannes Kretzschmar | Frankensteins Elektroauto                                                                    | Informatik              | 1400                     |
| 2017 | Ulm          | Osnabrück (Nord), Berlin (Ost), Mannheim (Süd), Aachen (West)             | Martin Werz          | Rührreibschweißen in der Küche                                                               | Materialwissenschaft    | 1500                     |
| 2018 | Wiesbaden    | Hamburg (Nord), Clausthal-Zellerfeld (Ost), München (Süd), Köln (West)    | Aniruddha Dutta      | Stealing Weight from Steel                                                                   | Werkstofftechnik        | 4600                     |
| 2019 | Leipzig      | Hamburg (Nord), Halle (Saale) (Ost), Stuttgart (Süd), Bonn (West)         | Maxi Frei            | Das Diät-Gerät                                                                               | Mikrosystemtechnik      |                          |
| 2021 | Dortmund     |                                                                           | Janine Moyer         | Der Kampf gegen die Endometriose                                                             | Biologie                |                          |
| 2022 | Hamburg      | Hamburg (Nord), Köln (West), Ludwigsburg (Süd), Dresden (Ost)             | Lisa Budzinski       | Das Horoskot – Die Zukunft steht in leuchtenden Darmbakterien                                | Biotechnologie          | 1600                     |
| 2023 | Stuttgart    | Hamburg (Nord), Düsseldorf (West), Friedrichshafen (Süd), Göttingen (Ost) | Lea Wirth            | EYE see YOU                                                                                  | Forensische Toxikologie | 1000 + Livestream im ZDF |
| 2024 | Göttingen    | Braunschweig (Nord), Berlin(Ost), Köln (West), Stuttgart (Süd)            | Benedikt Wiggering   | Wer fraß am Aas?                                                                             | Biodiversität           | 1200 + Livestream im ZDF |

### Österreich
Seit November 2010 findet auch in Österreich ein regelmäßiger Slam in Wien unter dem Titel „Science Slam Vienna“ statt. Dieser wird vom Verein „Die Wissenschaffer“ organisiert und auch als Fernsehformat aufgezeichnet. Die erste Ausstrahlung fand am 8. Januar 2011 im Programm des partizipativen TV-Senders Okto statt.

### Schweiz
Ende November 2010 fand der erste Science-Slam in der Schweiz statt. Derzeit organisieren vier Universitätsstandorte dieses Event: Bern, Basel, Freiburg und Zürich.

### Europameisterschaften
Seit 2014 finden jährlich Europameisterschaften im Science-Slam statt. Dabei wird das Finale immer im Herkunftsland des Vorjahressiegers abgehalten.
| Jahr | Austragungsort | Gewinner      | Herkunftsland | Vortrags-Titel                         | Fach                 | Zuschauerzahl |
| ---- | -------------- | ------------- | ------------- | -------------------------------------- | -------------------- | ------------- |
| 2014 | Kopenhagen     | Martin Moder  | Österreich    | Fruit Flies - The Annoying Life Savers | Molekularbiologie    | 900           |
| 2015 | Wien           | Simon McGowan | Deutschland   | Pimp my Bioplast!                      | Bioverfahrenstechnik | 500           |

## Erfolgreiche Slammer
Science-Slammer, die mindestens zehn Veranstaltungen gewonnen haben, sind: Anastasia August, Henning Beck, Johannes Hinrich von Borstel, Martin Buchholz, Dong-Seon Chang, Uwe Gaitzsch, Helene Hoffmann, Kai Jäger, André Lampe, Boris Lemmer, Sebastian Lotzkat, Reinhard Remfort, Darius Rupalla, Johannes Schildgen, Benjamin Stegmann, Peter Westerhoff.

## Auszeichnungen
Am 30. November 2011 wurde der Science-Slam mit dem goldenen Bürgerpreis der Stadt Münster ausgezeichnet, der mit 5000 Euro dotiert ist und zum siebten Mal vergeben wurde, unter dem Motto „Münster und seine Hochschulen. Miteinander – Füreinander“.
Das Haus der Wissenschaft Braunschweig ist Preisträger im Wettbewerb „365 Orte im Land der Ideen“, der von der Standortinitiative „Deutschland – Land der Ideen“ in Kooperation mit der Deutschen Bank durchgeführt wird. Als „Ausgewählter Ort“ ist das Haus der Wissenschaft für die Etablierung des Science-Slams im Jahr 2011 Botschafter für das Land der Ideen und repräsentiert das Innovationspotenzial Deutschlands.
Die Molekularbiologin und Wissenschaftskommunikatorin Julia Offe, die das Format „Science Slam“ maßgeblich mitentwickelt und in Deutschland etabliert hat, wurde von der Standortinitiative „Deutschland - Land der Ideen“ auch dafür als eine der „100 Frauen von morgen“ ausgezeichnet.